# Laguna de la Tancada
Laguna de la Tancada är en lagun i Spanien.   Den ligger i provinsen Província de Tarragona och regionen Katalonien, i den östra delen av landet, 400 km öster om huvudstaden Madrid.  